# Çalxanqala
Çalxanqala – gmina (azer. bələdiyyə) i wieś (azer. kənd) w zachodnim Azerbejdżanie, w Nachiczewańskiej Republice Autonomicznej, w rejonie Kəngərli, tworząca wiejski okręg terytorialny (kənd ərazi dairəsi) o tej samej nazwie. Jest jedyną wsią w gminie i w okręgu terytorialnym. Położona jest około 33 km na północny wschód od siedziby władz rejonu – Qıvraq, w górach Dərələyəz.
W 2005 roku zamieszkiwało ją 2149 osób. Mieszkańcy wsi trudnią się między innymi uprawą zbóż i winorośli, hodowlą zwierząt i pszczelarstwem. W miejscowości mieszczą się przedszkole, szkoła średnia, szkoła muzyczna, dom kultury, biblioteka, poczta oraz placówka służby zdrowia. Szkoła muzyczna z 26 salami dydaktycznymi mieści się w budynku oddanym do użytkowania w 2012 roku. Prowadzone są w niej zajęcia teoretyczne, z gry na instrumentach tradycyjnych (ludowych), fortepianie i perkusji.
Nazwa wsi pochodzi od nazwy twierdzy obronnej (wzniesionej w epoce brązu), na prawym brzegu Cəhriçay w pobliżu wsi Payız w rejonie Babək, położonej na wschód od Çalxanqaly.
Wiejski okręg terytorialny Çalxanqala utworzono w 1921. Do 2004 roku położony był w rejonie Babək. 19 marca 2004 okręg ten odłączono z rejonu Babək i przyłączono do nowo utworzonego rejonu Kəngərli. W klasyfikacji Azərbaycan Respublikası Dövlət Statistika Komitəsi (w wolnym tłum. „Państwowy Komitet Statystyczny Republiki Azerbejdżanu”) gminie nadano unikalny kod 10804007, a wsi 10804018.
W okolicach wsi znajduje się stanowisko archeologiczne – osada z późnej epoki brązu. W 1978 roku członkowie ekspedycji archeologicznej oszacowali miąższość warstwy kulturowej, złożonej w głównej mierze z gliny i popiołu, na 2 m. Wśród niej liczne były artefakty ludzkiej obecności – fragmenty ceramiki, kości zwierząt gospodarskich i części obrobionych krzemieni.